# Para Olvidarte De Mi

Para Olvidarte De Mi - album je grupe RBD iz 2009. godine. Nakon velikog uspjeha turneje i albuma, RBD se odlučio za uistinu posljednji album - Para Olvidarte De Mi koji nije bio popraćen turnejom kao njegovi prethodnici te nije bilo nikakve promocije. Danas se govori da bi se sastav mogao ponovo okupiti i da je raspad bio samo obični trik za podizanje popularnosti. Neke novine navode da je menadžer grupe izjavio da je okupljanje moguće zbog velikog uspjeha u balkanskim državama Hrvatskoj, Makedoniji, Bosni i Hercegovini, Crnoj Gori i Kosovu, u kojima su postali popularni nakon raspada grupe.

## Popis pjesama
1. "Camino al Sol (Put prema suncu)" - 3:57
2. "Mírame (Pogledaj me)" - 3:42
3. "Para Olvidarte de Mí (Da bih me zaboravio/la)" - 3:22
4. "¿Quién Te Crees? (Što si ti misliš?)" - 3:04
5. "Esté Donde Esté (Gdje god jesam)" - 3:36
6. "Más Tuya Que Mía (Više tvoja nego svoja)" - 3:40
7. "Hace un Instante (Prije jedne sekunde)" - 3:43
8. "Desapareció (Nestao je)" - 3:20
9. "Olvidar (Zaboraviti)" - 2:59
10. "Yo Vivo Por Ti (Ja živim za tebe)" - 3:23
11. "Lágrimas Perdidas (Izgumljene suze)"- 3:36
12. "Puedes Ver Pero No Tocar (Možeš vidjeti, ali ne dirati)" - 3:12
13. "Adiós (Zbogom)" - 3:36